# Таулер, Иоганн

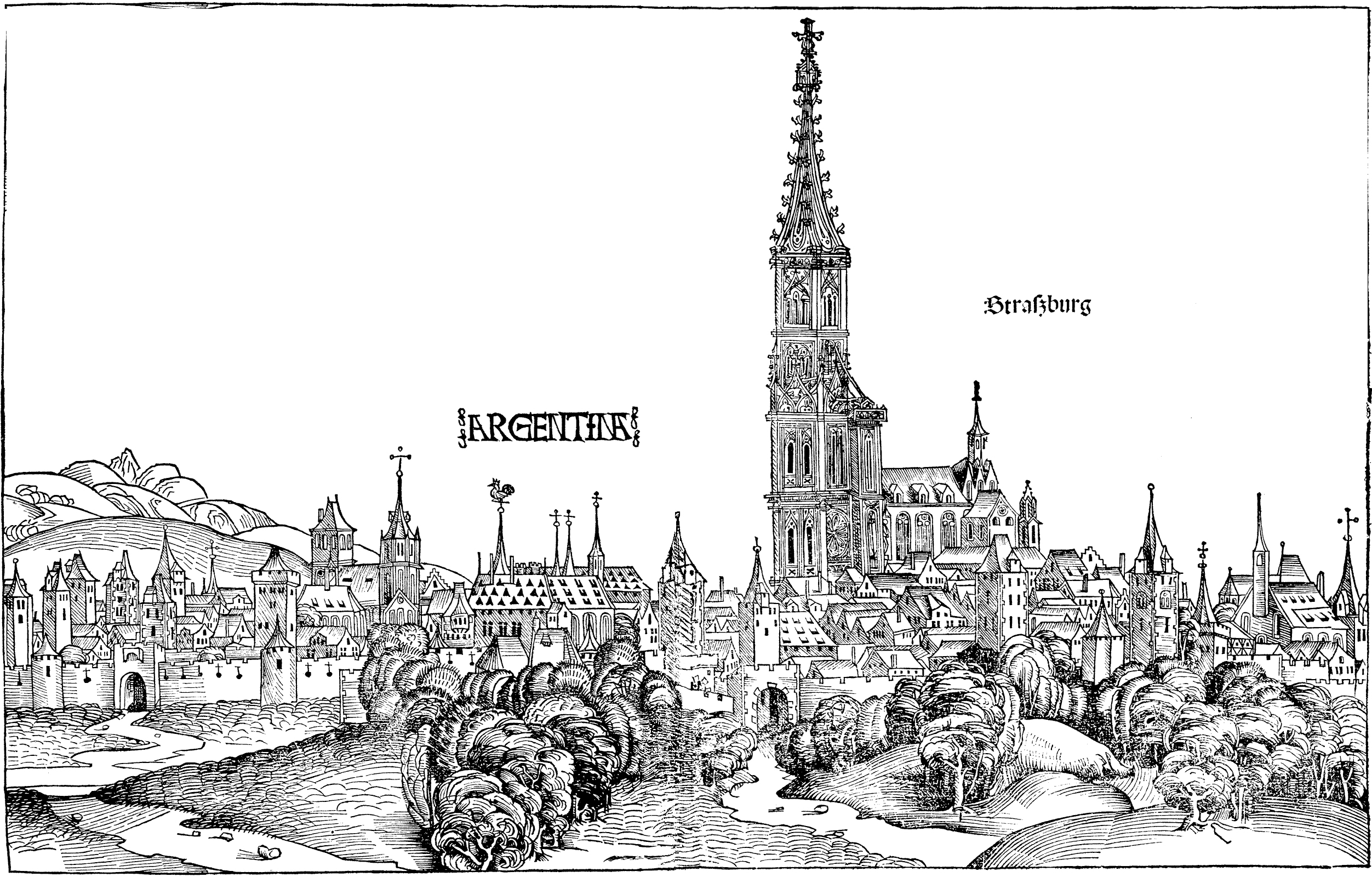
Вид Страсбурга, 1493

Иоганн Таулер (ср.-в.-нем. Johannes Tauler, 1300, Страсбург —16 июня 1361, Страсбург) — немецкий христианский мистик и проповедник.

## Биография
Родом из Страсбурга, родился в семье богатого купца. Отказался от значительного состояния и в 1318 году вступил в доминиканский орден. Занимался преимущественно изучением произведений древней и новейшей мистики (Прокл Диадох, Дионисий Ареопагит, но особенно Мейстер Экхарт).
Побывав в Кёльне, может быть, и в Париже, стал проповедником в Страсбурге. Несмотря на интердикт, наложенный на Страсбург Иоанном XXII, Таулер вместе с другими доминиканцами продолжал проповедь, вследствие чего должен был в 1339 году переселиться в Базель, где близко сошёлся с «друзьями Бога».
В конце 1340-х годов Таулер снова был в Страсбурге. Здесь его посетил «друг Бога» из Оберланда. Под влиянием последнего он в течение двух лет подвергал себя тяжёлым аскетическим послушаниям. Однако, как и обращение Таулера, так и его деятельность во время интердикта подвергаются сомнению[кем?]. В 1352 году он снова начал проповедовать в Страсбурге и других местах.

## Учение
Как мистик Таулер отличается от Экхарта тем, что гораздо меньше занимается философскими идеями, ведущими к пантеизму, а требует главным образом проявления христианского духа в практической жизни. Он настаивает на простоте веры, на «осязательном» проявлении духа, исполненного любви к Богу. Как человек высокой нравственности, он беспощадно осуждал недостатки представителей церковной структуры — алчность, роскошь, жестокость и другие пороки светские и духовные.

## Наследие
Из его сочинений и проповедей многие остались в рукописях. Его «Predigten» («Проповеди»; Лейпциг, 1498) Гамбергер обработал на верхнегерманском наречии (2-е изд., Прага, 1872); избранные проповеди издал Лангдорф (Лпц., 1892).

## Издания на русском языке
- Царство Божие внутри нас: Проповеди Иоханна Таулера. — СПб: Изд-во Русского христианского гуманитарного ин-та, 2000.
- Иоанн Таулер. Проповеди: В 2-х кн. / Изд. подг. М. Ю. Реутин. — М.: ИЦ «Ладомир», 2024. — 960 с. — (Литературные памятники).